# ATP Challenger Recanati
Das ATP Challenger Recanati (offizieller Name: Guzzini Challenger) war ein zwischen 2003 und 2019 jährlich stattfindendes Tennisturnier in Recanati. Es war Teil der ATP Challenger Tour und wurde im Freien auf Hartplatz ausgetragen. Uros Vico und Davide Sanguinetti gewannen das Turnier jeweils zweimal im Doppel sowie einmal im Einzel. Ken Skupski gewann seine drei Titel allesamt im Doppel.

## Liste der Sieger

### Einzel
| Jahr | Sieger                 | Finalgegner        | Ergebnis        |
| ---- | ---------------------- | ------------------ | --------------- |
| 2019 | Jahor Herassimau       | Roberto Marcora    | 6:2, 7:5        |
| 2018 | Daniel Brands          | Adrián Menéndez    | 7:5, 6:3        |
| 2017 | Viktor Galović         | Mirza Bašić        | 7:63, 6:4       |
| 2016 | Illja Martschenko      | Ilja Iwaschka      | 6:4, 6:4        |
| 2015 | Mirza Bašić            | Ričardas Berankis  | 6:4, 3:6, 7:64  |
| 2014 | Gilles Müller          | Ilija Bozoljac     | 6:1, 6:2        |
| 2013 | Thomas Fabbiano        | David Guez         | 6:0, 6:3        |
| 2012 | Simone Bolelli         | Fabrice Martin     | 6:3, 6:2        |
| 2011 | Fabrice Martin         | Kenny de Schepper  | 6:1, 6:76, 7:63 |
| 2010 | Stéphane Bohli (2)     | Adrian Mannarino   | 6:0, 3:6, 7:65  |
| 2009 | Stéphane Bohli (1)     | Andrei Golubew     | 6:4, 7:64       |
| 2008 | Horacio Zeballos       | Grega Žemlja       | 6:3, 6:4        |
| 2007 | Wang Yeu-tzuoo         | Andrei Golubew     | 6:3, 3:6, 6:4   |
| 2006 | Davide Sanguinetti (2) | Simone Bolelli     | 6:4, 3:0 aufgg. |
| 2005 | Davide Sanguinetti (1) | Daniele Bracciali  | 6:4, 4:6, 6:3   |
| 2004 | Uros Vico              | Andrea Stoppini    | 6:75, 6:4, 6:4  |
| 2003 | Daniele Bracciali      | Massimo Dell’Acqua | 7:60, 6:3       |

### Doppel
| Jahr | Sieger                               | Finalgegner                           | Ergebnis           |
| ---- | ------------------------------------ | ------------------------------------- | ------------------ |
| 2019 | Gonçalo Oliveira Ramkumar Ramanathan | Andrea Vavassori David Vega Hernández | 6:2, 6:4           |
| 2018 | Gong Maoxin Zhang Ze                 | Gonzalo Escobar Fernando Romboli      | 2:6, 7:65, [10:8]  |
| 2017 | Jonathan Eysseric Quentin Halys      | Julian Ocleppo Andrea Vavassori       | 6:73, 6:4, [12:10] |
| 2016 | Kevin Krawietz Albano Olivetti       | Ruben Bemelmans Adrián Menéndez       | 6:3, 7:64          |
| 2015 | Divij Sharan Ken Skupski (3)         | Ilija Bozoljac Flavio Cipolla         | 4:6, 7:63, [10:6]  |
| 2014 | Ilija Bozoljac Goran Tošić           | James Cluskey Laurynas Grigelis       | 5:7, 6:4, [10:5]   |
| 2013 | Ken Skupski (2) Neal Skupski         | Gianluigi Quinzi Adelchi Virgili      | 6:4, 6:2           |
| 2012 | Brydan Klein Dane Propoggia          | Marin Draganja Dino Marcan            | 7:5, 2:6, [14:12]  |
| 2011 | Frederik Nielsen(2) Ken Skupski (1)  | Federico Gaio Purav Raja              | 6:4, 7:5           |
| 2010 | Jamie Delgado Lovro Zovko (2)        | Charles-Antoine Brézac Vincent Stouff | 7:66, 6:1          |
| 2009 | Frederik Nielsen (1) Joseph Sirianni | Adriano Biasella Andrei Golubew       | 6:4, 3:6, [10:6]   |
| 2008 | Benedikt Dorsch Björn Phau           | Yu Xinyuan Zeng Shaoxuan              | 6:3, 7:5           |
| 2007 | Fabio Colangelo Serhij Stachowskyj   | Yu Xinyuan Zeng Shaoxuan              | 1:6, 7:63, [10:7]  |
| 2006 | Simone Bolelli Davide Sanguinetti    | Sebastian Rieschick Viktor Troicki    | 6:1, 3:6, [10:4]   |
| 2005 | Uros Vico (2) Lovro Zovko (1)        | Farrux Doʻstov Jewgeni Koroljow       | 7:62, 4:3 aufgg.   |
| 2004 | Massimo Dell’Acqua Uros Vico (1)     | Daniele Giorgini Federico Torresi     | 6:1, 6:4           |
| 2003 | Manuel Jorquera Frank Moser          | Rodolphe Cadart Dudi Sela             | 6:4, 7:5           |